# Starfish (álbum)
Starfish (en español: Estrella de mar) es el quinto álbum de estudio de la banda de rock australiana The Church. Fue publicado el 16 de febrero de 1988 por Mushroom Records en Australia y por Arista Records de manera internacional. Apoyado por su sencillo líder «Under the Milky Way», este se convirtió en su salto a lo mainstream en Estados Unidos, aunque siendo encasillados de forma errónea como unos one-hit wonder.
Las grabaciones en Los Ángeles resultaron ser bastante complejas, teniendo roces con sus productores sobre la dirección de sus canciones y detestando el mundo del espectáculo presente en la ciudad. Diferentes reediciones han sido publicadas, incluyendo una versión australiana en 2005 con canciones inéditas y un par de versiones acústicas.

## Lista de canciones
| N.º   | Título                     | Duración |  |
| 1.    | «Destination»              | 5:51     |  |
| 2.    | «Under the Milky Way»      | 4:57     |  |
| 3.    | «Blood Money»              | 4:23     |  |
| 4.    | «Lost»                     | 4:47     |  |
| 5.    | «North, South, East, West» | 4:59     |  |
| 6.    | «Spark»                    | 3:45     |  |
| 7.    | «Antenna»                  | 3:51     |  |
| 8.    | «Reptile»                  | 4:56     |  |
| 9.    | «A New Season»             | 2:58     |  |
| 10.   | «Hotel Womb»               | 5:40     |  |
| 46:07 |                            |          |  |

### Reedición australiana (2005)
| N.º      | Título                           | Duración |  |
| 1.       | «Texas Moon»                     | 5:46     |  |
| 2.       | «Perfect Child»                  | 2:55     |  |
| 3.       | «We Both Know Why You're Here»   | 2:21     |  |
| 4.       | «Frozen and Distant»             | 3:58     |  |
| 5.       | «Anna Miranda»                   | 3:04     |  |
| 6.       | «Nose Dive»                      | 3:26     |  |
| 7.       | «Afterlife»                      | 4:14     |  |
| 8.       | «Under the Milky Way (Acoustic)» | 4:08     |  |
| 9.       | «Antenna (Acoustic)»             | 3:46     |  |
| 10.      | «Spark (Acoustic)»               | 3:28     |  |
| 11.      | «Warm Spell»                     | 4:38     |  |
| 12.      | «Musk»                           | 3:54     |  |
| 01:31:45 |                                  |          |  |

## Posicionamiento en listas
| Listas (1988)                     | Mejor posición |
| --------------------------------- | -------------- |
| Australia (ARIA Charts)           | 36             |
| Estados Unidos (Billboard 200)    | 41             |
| Nueva Zelanda (Recorded Music NZ) | 11             |
| Países Bajos (Album Top 100)      | 74             |
| Suecia (Topplistan)               | 45             |

## Certificaciones
| País (Certificador) | Certificación | Ventas certificadas |
| --- | ------------- | ------------------- |
| Estados Unidos (RIAA) | Oro           | 500 000*            |
| ^cifras de envíos basadas únicamente en la certificación xcifras no especificadas basadas únicamente en la certificación |               |                     |